# لیویا موشوتسی
لیویا موشوتسی (مجاری: Mossóczy Lívia؛ زادهٔ ۱۹۳۶) یک بازیکن تنیس روی میز اهل مجارستان است.
وی در مسابقات کشوری و بین‌المللی در مجموع برنده ۲ مدال طلا، ۱ مدال نقره، ۲ مدال برنز شده‌است.